# Франциск II (герцог Бретани)
Франциск (Франсуа) II де Дрё (фр. François II, брет. Frañsez II; 23 июня 1433, замок Клиссон — 9 сентября 1488, замок Куэрон) — герцог Бретонский, граф де Монфор-Л’Амори и де Ришмон с 1458 года, сеньор де Гудан, де Шатору, де Клиссон и дез Эссар, граф д’Этамп в 1438—1478 годах, граф де Вертю, де Бенон и Мант. Из дома де Дрё.
Старший сын Ришара Бретонского (1395—1438), графа д’Этампа (1421—1438), и Маргариты Орлеанской (1406—1466), графини де Вертю-ан-Шампань.

## Биография
В июне 1438 года после смерти своего отца Ричарда де Дре, графа д’Этампа и де Вертю, пятилетний Франциск унаследовал титулы графа д’Этампа и де Вертю.
В декабре 1458 года после смерти своего дяди по отцовской линии, герцога Бретани Артура III, коннетабля де Ришмона, не оставившего после себя потомства, 25-летний Франциск де Дре, граф д’Этамп, стал новым герцогом Бретани, а также графом де Монфор и де Ришмон.
Герцог Франциск Бретонский, отстаивая независимость своего герцогства, участвовал в войнах с королями Франции Людовиком XI и Карлом VIII. Весной 1465 года Франциск Бретонский вошёл в состав Лиги Общественного блага, созданной крупными французскими феодалами и направленной против Людовика XI. Главой Лиги был избран герцог Карл Беррийский, младший брат короля Франции. В июле того же года в битве при Монлери королевская армия потерпела поражение от войска Лиги под командованием герцога Бургундии Карла Смелого, графа де Шароле. Принцы со своими силами двинулись на Париж и осадили столицу Франции. В октябре 1465 года король Франции Людовик XI вынужден был пойти на уступки и заключил перемирие с мятежными принцами в Конфлане. Феодалы добились от короля крупных территориальных уступок и пожалований. Карл Беррийский получил во владение герцогство Нормандию, Карл Смелый — французские земли на реке Сомме. Людовик XI отказался от своих сюзеренных прав на герцогство Бретань, кроме того Франциск де Дре получил небольшие территориальные приобретения.
В 1466 году французский король Людовик XI вторгся в Нормандию и в течение нескольких недель овладел этой провинцией. Карл Беррийский бежал из Руана в Бретань, где его союзник Франциск де Дре предоставил ему убежище.
В 1468 году Людовик XI во главе французской армии предпринял поход на Бретань. Французы захватили все пограничные замки Франциска. В сентябре 1468 года герцог Франциск Бретонский вынужден был подписать в Ансени новый мирный договор с Францией. Бретань потеряла все приобретения, полученные по договору в Конфлане. Франциск де Дре признал свою ленную зависимость от короля Франции и обязался разорвать союзные отношения с Карлом Смелым.
В 1467—1478 годах герцог Франциск Бретонский участвует в военных действиях против Франции. Бретонцы вторгаются в Нормандию и в Пуату, но французы их отбрасывают.
После смерти своего союзника — Карла Смелого, Франциск Бретонский заключил мирное соглашение с Людовиком XI в Лушо. Это соглашение предусматривало взаимную помощь Бретани и Франции. Однако в 1479 году герцог Франциск Бретонский, несмотря на соглашение, не оказал военной помощи Людовику XI в войне с эрцгерцогом Максимилианом Австрийским за Бургундию и Нидерланды. В январе 1480 года король Франции выкупает у представителя дома Пентьевр, соперников дома Дре, его династические права на герцогство Бретань.
В этих обстоятельствах начинается сближение Франциска Бретонского с Англией и Максимилианом Габсбургом, которому герцог предлагает руку своей старшей дочери и наследницы Анны Бретонской.
В 1484 году герцог Франциск Бретонский вступил в конфликт с Англией. Ещё ранее герцог предоставил убежище в Бретани претенденту на престол — Генриху Тюдору, графу Ричмонду, что проживал при дворе герцога в качестве пленника, но пользовался хорошими условиями. Король Англии Ричард III потребовал от Франциска выдать Генриха Тюдора. Получив отказ, Ричард приказал своему флоту атаковать бретонское побережье. Генрих Тюдор вынужден был уехать из Бретани во Францию.
В 1486 году бретонская знать признала Анну Бретонскую, старшую дочь Франциска Бретонского, наследницей герцогской короны.
В 1483 году скончался французский король Людовик XI Валуа. На французский престол вступил его 13-летний сын Карл VIII Валуа (1483—1498). Регентами при малолетнем короле стали его сестра Анна де Боже и её муж герцог Пьер II де Бурбон. Вскоре против регентов выступил герцог Людовик Орлеанский, старший из принцев крови, который сам претендовал на регентство. В 1485 году Людовик Орлеанский, заключив союз с герцогом Франциском Бретонским, поднял восстание против регентов Анны Боже и Пьера де Бурбона. В январе 1487 года Франциск Бретонский принял в своих владениях беглого герцога Людовика Орлеанского, потерпевшего неудачу.
28 июля 1488 года герцоги Людовик Орлеанский и Франциск Бретонский потерпели поражение от королевской армии в битве у Сент-Обен-дю-Комье. Людовик Орлеанский был взят в плен и несколько лет провёл в тюремном заключении. 19 августа того же года Франциск Бретонский заключил в Верже мирный договор с королём Франции Карлом VIII, гарантировавший самостоятельность Бретани. Герцог Бретонский вынужден был заплатить контрибуцию и уступить несколько пограничных крепостей. Брак наследницы бретонской короны, Анны, должен произойти только с разрешения короля Франции.

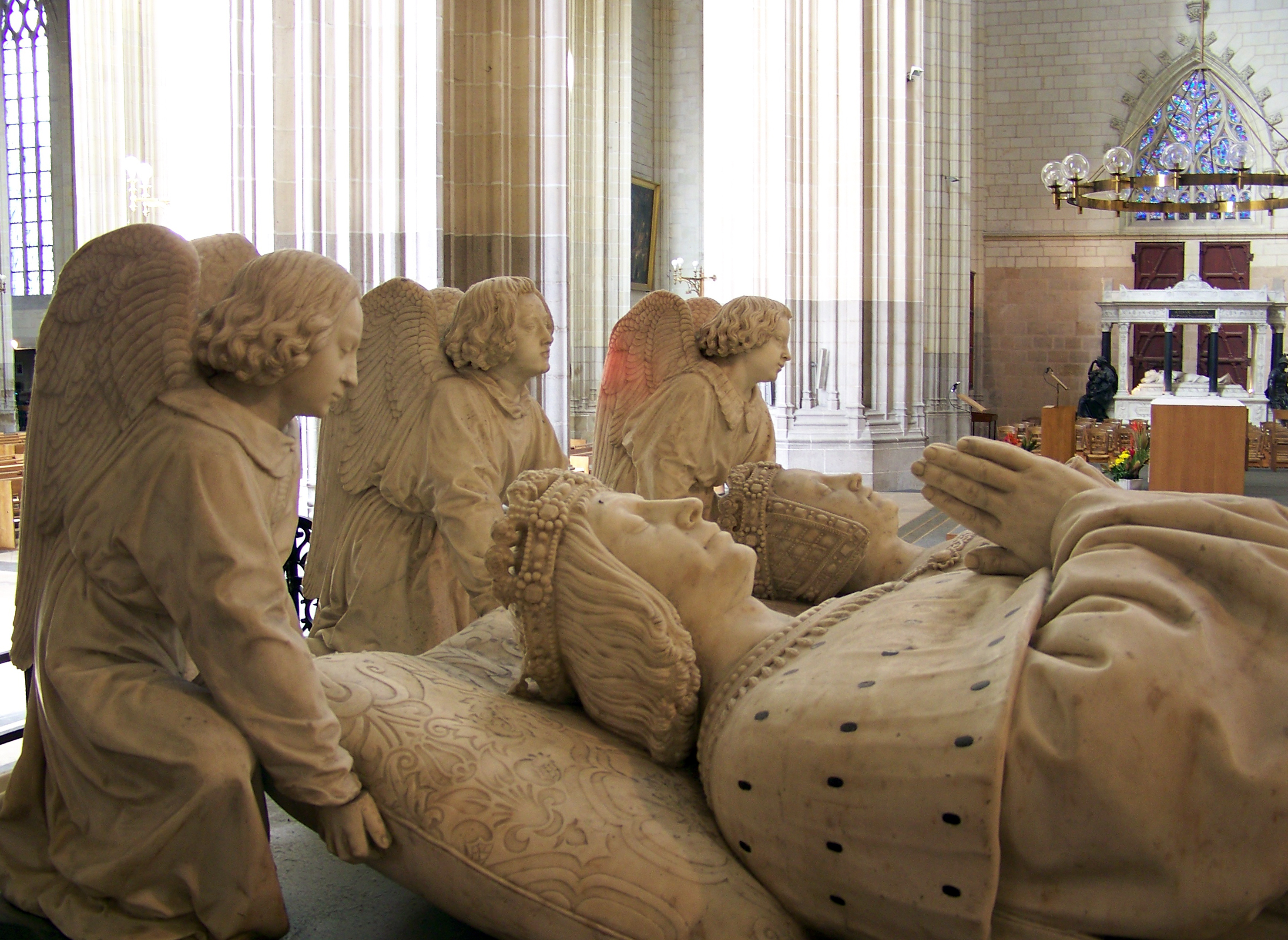
Надгробия Франциска II и Маргариты де Фуа в Нантском соборе

9 сентября 1488 года 55-летний герцог Бретани Франциск де Дре скончался. Его 11-летняя старшая дочь Анна Бретонская унаследовала герцогскую корону. В 1491 году герцогиня Анна Бретонская была выдана замуж за короля Франции Карла VIII Валуа. Герцогство Бретань вошло в состав Французского королевства.

## Семья и дети
- 1-я жена: (с 16 ноября 1455, Ванн) Маргарита Бретонская (ок. 1443—1469), дочь Франциска I, герцога Бретани, и Изабеллы Стюарт, принцессы Шотландской. Имели одного сына:
  1. Жан (1463—1463), граф де Монфор
- 2-я жена: (с 27 июня 1471, Клиссон) Маргарита де Фуа (п. 1458—1486), дочь Гастона IV, графа де Фуа и Леонор Арагонской, королевы Наварры. Имели двух дочерей:
  1. Анна (1477—1514), герцогиня Бретани, графиня де Монфор и д’Этамп
  2. Изабелла (1481—1490)
- Внебрачная связь: Антуанетта де Меньеле, имели по крайней мере одного сына:
  1. Франсуа I, Бастард Бретонский (1462 — до 1510), граф де Вертю и барон д’Авогур; узаконен, родоначальник побочной ветви де Бретань-Авогур, пресёкшейся в XVIII веке.

## Наследие
Бретонские дворяне действовали, чтобы защитить Анну как свою герцогиню и защитить автономию герцогства, за которую так упорно боролся Франциск. В 1489 году эти дворяне подписали Редонский договор с английским королём Генрихом VII; который был призван предотвратить присоединение Бретани к французскому королевскому домену. Однако в 1491 году Карл VIII Французский вторгся в Бретань и заставил Анну выйти за него, тем самым получив контроль над герцогством. Затем в 1492 году Генрих VII подписал Этапльский мирный договор с Францией, фактически перестав поддерживать бретонскую автономию в обмен на обещания французов больше не поддерживать Перкина Уорбека, претендента на английский трон, и выплатить военную контрибуцию. Автономия герцогства была практически утрачена, когда начался процесс его вхождения в состав французского королевского домена, а самый сильный союзник Бретани был нейтрализован. Анна, однако, стала грозной королевой-супругой и боролась за сохранение автономии Бретани и наследия Франциска II для себя, бретонского народа и своих потомков.